# Dobri Nugo
Dobri Nugo (en serbe cyrillique : Добри Нуго) est un village du nord-ouest du Monténégro, dans la municipalité de Žabljak.

## Démographie

### Évolution historique de la population
| 1948 | 1953 | 1961 | 1971 | 1981 | 1991 | 2003 |
| ---- | ---- | ---- | ---- | ---- | ---- | ---- |
| 86   | 94   | 90   | 80   | 70   | 26   | 16   |